# 龍皇昇
龍皇 昇（りゅうおう のぼる、1983年3月11日 - ）は、モンゴル国ウランバートル市出身で宮城野部屋に所属していた元大相撲力士。本名はエレヘムーオチル・サンチルボルド（モンゴル語キリル文字表記：Эрхэм-Очирын Санчирболд、ラテン文字転写：Erkhem-Ochiryn Sanchirbold）、愛称はサンチル。身長176cm、体重156kg、血液型はAB型、趣味はパソコン。得意手は突き、押し。最高位は西前頭8枚目（2007年7月場所）。

## 来歴
姉が日本に留学しており旭鷲山を知っていたことから宮城野部屋を紹介され、ウランバートル市立第77高校を3年生で中退して1999年10月に来日し、2000年3月場所において初土俵を踏んだ。順調に出世して、2002年11月場所に幕下昇進を果たした。その後一気に幕下上位まで昇進したが、2003年11月場所の場所前の稽古で拳を負傷してしまい、その11月場所を全休して幕下下位まで陥落した。以降は幕下上位まで番付を戻したものの一進一退が続き、1年入門が遅い同部屋所属の白鵬に番付で大きく水をあけられてしまった。
2006年3月場所にそれまでの自己最高位となる西幕下3枚目の位置で4勝3敗と勝ち越し、翌5月場所でも西幕下筆頭の位置で4勝3敗と勝ち越しを決め、翌7月場所において新十両へ昇進した。モンゴル出身では10人目、外国人では16人目の関取である。2007年3月場所に東十両3枚目の位置で9勝6敗と勝ち越しを決め、翌5月場所において新入幕を果たした。
新入幕となった2007年5月場所では序盤から好調で11日目に勝ち越しを決めて、勝利すれば敢闘賞が決定していた千秋楽で敗れたために三賞受賞は逃したものの、10勝5敗という好成績を挙げた。翌7月場所では5勝10敗と振るわず、続く9月場所でも3勝12敗と大敗し、翌11月場所では十両へ陥落した。2008年3月場所において再入幕を果たしたものの、その3月場所でも5勝10敗と大敗して、翌5月場所では再び十両へ陥落した。その後も調子が上がらず、同年11月場所では西十両11枚目の位置で4勝11敗と大敗し、翌2009年1月場所において幕下へ陥落した。以降は関取に戻ることはなく、三段目に陥落していた2013年7月場所13日目に現役引退を表明した。同年9月1日に両国国技館において断髪式が行われた。今後は妻子と共にアメリカへ移住して英語を学び、将来的には母国で法律関係の職に就く意向を示していた。
その後は同期入門で、同じく白鵬の付け人だった元幕下・光法（2代）の近藤将大が代表取締役を務める株式会社オフィスコンジョーのスタッフとして、白鵬のマネジャーを務める傍らで、宮城野部屋のコーチとしても活動していた。
2023年9月1日、東京の錦糸町で「ちゃんこＤｉｎｉｎｇ龍」を開店させたが、2024年6月30日で閉店し、その後は拠点を故郷のモンゴルに移して「THUNA restaurant」をオープンさせた。

## 取り口
多彩な技で勝負するモンゴル出身力士が多い中では珍しく、本人は突き押しを得意としていた。新入幕を果たした2007年5月場所の大相撲中継の新入幕インタビューでも「モンゴル出身ですが、押し相撲です」と自己紹介した。

## エピソード
幕内では白鵬の横綱土俵入りで露払いを務めていた。2007年6月1日に明治神宮で行われた白鵬の新横綱奉納土俵入りでも露払いを務めた。
同部屋の弟弟子である白鵬が順調に番付を上げて行く一方で自らは低迷していた時は、「どうして同じ物を食べているのに…」と思っていた。稽古場でも白鵬に歯が立たなくなり、悔しさのあまりに稽古場の羽目板を強打して負傷したりもしている。しかし両者は私生活では非常に仲が良く、稽古が終わってからもよくボウリングやカラオケに行っていたという。誕生日も同じ3月11日（龍皇は白鵬の2歳年上）で、白鵬が結婚するまでは宮城野部屋ではいつも両者の誕生日パーティーを同時に開いていた。
師匠である宮城野親方（元幕内・竹葉山）は、自身が年寄・15代熊ヶ谷を襲名していた当時に著した著書『白鵬 「山」を越える男』（主婦と生活社、2010年）において、「もし宮城野部屋に龍皇がいなかったら、白鵬はモンゴルへ帰っていたかもしれない」と龍皇に対して深い感謝の意を表している。白鵬も「龍皇は僕の恩人ですよ。妻以上に何でも相談できる心強い兄弟子です。彼がいなかったら、マジで横綱になってなかったかもしれないね」と語り、2013年7月場所の優勝インタビューでも引退する龍皇について話していた。龍皇の断髪式における会見では涙を流して「寂しい。（龍皇は）ライバルであり友人だった。（龍皇がいなかったら）私はここにいない」と龍皇への深い感謝の意を表した。また、龍皇の断髪式の後に宮城野親方と白鵬はこれまでの感謝の意を込めて、2007年5月場所に敢闘賞の候補に挙がりながらも受賞を逃していた本人に対して手製の三賞トロフィーを授与している。
2010年9月場所11日目（2010年9月22日）において、白鵬の付け人を務める龍皇が、白鵬が待機している東支度部屋から反対側の西支度部屋へ往来していたことが判明し、日本相撲協会は翌9月23日に龍皇および（当時の）師匠の11代宮城野（元十両・金親）と15代熊ヶ谷（当時）の両親方に対して厳重注意を行った。力士や付け人が東西の支度部屋を往来することは八百長などの誤解を招きかねないとして禁止されている。龍皇は「猛虎浪関と食事の予定があり、携帯電話がつながらなかったので西支度部屋に行って話をした」と説明し、「（往来禁止は）知らなかった。反省している」と話した。白鵬からも「何してるんだ!」と注意されたという。

## 略歴
- 2000年3月場所 - 初土俵
- 2006年7月場所 - 新十両
- 2007年5月場所 - 新入幕
- 2013年7月場所 - 引退

## 主な成績

### 通算成績
- 通算成績：340勝322敗11休 勝率.514
- 幕内成績：23勝37敗 勝率.383
- 十両成績：81勝84敗 勝率.491
- 現役在位：80場所
- 幕内在位：4場所
- 十両在位：11場所

### 場所別成績
| | 一月場所 初場所（東京） | 三月場所 春場所（大阪） | 五月場所 夏場所（東京） | 七月場所 名古屋場所（愛知） | 九月場所 秋場所（東京） | 十一月場所 九州場所（福岡） |
| --- | ----------------------- | ----------------------- | ----------------------- | --------------------------- | ----------------------- | --------------------------- |
| 2000年 （平成12年） | x                       | （前相撲）              | 東序ノ口13枚目 4–3      | 西序二段134枚目 6–1         | 西序二段54枚目 4–3      | 西序二段29枚目 5–2          |
| 2001年 （平成13年） | 西三段目94枚目 4–3      | 東三段目77枚目 4–3      | 東三段目60枚目 3–4      | 東三段目73枚目 5–2          | 東三段目41枚目 4–3      | 西三段目27枚目 3–4          |
| 2002年 （平成14年） | 西三段目45枚目 4–3      | 西三段目30枚目 3–4      | 東三段目52枚目 5–2      | 東三段目27枚目 5–2          | 東三段目3枚目 4–3       | 西幕下51枚目 5–2            |
| 2003年 （平成15年） | 西幕下33枚目 6–1        | 東幕下13枚目 2–5        | 西幕下30枚目 2–5        | 西幕下44枚目 5–2            | 西幕下26枚目 5–2        | 西幕下15枚目 休場 0–0–7     |
| 2004年 （平成16年） | 西幕下55枚目 5–2        | 東幕下34枚目 5–2        | 東幕下22枚目 4–3        | 東幕下17枚目 5–2            | 東幕下10枚目 4–3        | 西幕下6枚目 3–4             |
| 2005年 （平成17年） | 西幕下10枚目 4–3        | 西幕下8枚目 2–5         | 東幕下18枚目 4–3        | 東幕下13枚目 3–4            | 東幕下17枚目 4–3        | 西幕下14枚目 4–3            |
| 2006年 （平成18年） | 東幕下9枚目 5–2         | 西幕下3枚目 4–3         | 西幕下筆頭 4–3          | 西十両14枚目 9–6            | 西十両8枚目 8–7         | 西十両6枚目 7–8             |
| 2007年 （平成19年） | 東十両7枚目 8–7         | 東十両3枚目 9–6         | 東前頭14枚目 10–5       | 西前頭8枚目 5–10            | 東前頭13枚目 3–12       | 西十両5枚目 8–7             |
| 2008年 （平成20年） | 西十両2枚目 8–7         | 西前頭16枚目 5–10       | 西十両5枚目 5–10        | 西十両11枚目 8–7            | 西十両9枚目 7–8         | 西十両10枚目 4–11           |
| 2009年 （平成21年） | 東幕下4枚目 1–2–4       | 東幕下26枚目 3–4        | 東幕下35枚目 2–5        | 東幕下51枚目 4–3            | 東幕下43枚目 4–3        | 西幕下35枚目 5–2            |
| 2010年 （平成22年） | 西幕下24枚目 2–5        | 西幕下38枚目 6–1        | 東幕下14枚目 3–4        | 西幕下25枚目 2–5            | 西幕下40枚目 5–2        | 東幕下26枚目 4–3            |
| 2011年 （平成23年） | 西幕下22枚目 3–4        | 八百長問題 により中止   | 西幕下31枚目 4–3        | 西幕下16枚目 2–5            | 西幕下28枚目 4–3        | 東幕下23枚目 4–3            |
| 2012年 （平成24年） | 西幕下18枚目 1–6        | 西幕下40枚目 5–2        | 西幕下30枚目 3–4        | 東幕下37枚目 4–3            | 西幕下30枚目 5–2        | 西幕下18枚目 2–5            |
| 2013年 （平成25年） | 東幕下28枚目 3–4        | 東幕下35枚目 2–5        | 東三段目2枚目 3–4       | 東三段目14枚目 引退 2–5–0   | x                       | x                           |
| 各欄の数字は、「勝ち-負け-休場」を示す。 優勝 引退 休場 十両 幕下 三賞：敢=敢闘賞、殊=殊勲賞、技=技能賞 その他：★=金星 番付階級：幕内 - 十両 - 幕下 - 三段目 - 序二段 - 序ノ口 幕内序列：横綱 - 大関 - 関脇 - 小結 - 前頭（「#数字」は各位内の序列） |                         |                         |                         |                             |                         |                             |

### 幕内対戦成績
| 力士名   | 勝数 | 負数 | 力士名   | 勝数 | 負数 | 力士名 | 勝数 | 負数 | 力士名 | 勝数 | 負数 |
| -------- | ---- | ---- | -------- | ---- | ---- | ------ | ---- | ---- | ------ | ---- | ---- |
| 朝赤龍   | 0    | 1    | 岩木山   | 2    | 1    | 潮丸   | 1    | 0    | 皇司   | 0    | 1    |
| 海鵬     | 1    | 1    | 垣添     | 0    | 3    | 春日王 | 1    | 2    | 春日錦 | 1    | 1    |
| 稀勢の里 | 1    | 0    | 北桜     | 0    | 1    | 旭天鵬 | 0    | 1    | 豪栄道 | 1    | 1    |
| 黒海     | 1    | 0    | 境澤     | 0    | 1    | 里山   | 2    | 0    | 高見盛 | 1    | 1    |
| 豪風     | 1    | 1    | 玉春日   | 1    | 3    | 玉乃島 | 1    | 0    | 出島   | 0    | 2    |
| 時津海   | 0    | 1    | 土佐ノ海 | 0    | 2    | 栃煌山 | 0    | 1    | 栃乃洋 | 1    | 0    |
| 栃乃花   | 1    | 0    | 豊響     | 0    | 1    | 白露山 | 0    | 1    | 普天王 | 1    | 1    |
| 寶智山   | 1    | 1    | 豊真将   | 0    | 1    | 北勝力 | 0    | 1    | 雅山   | 0    | 1    |
| 嘉風     | 2    | 0    | 露鵬     | 1    | 1    | 若麒麟 | 0    | 1    | 若の里 | 0    | 1    |

## 改名歴
- 龍皇 昇（りゅうおう のぼる）2000年3月場所 - 2013年7月場所

部屋の岩崎マネージャー（元幕下・岩海）が、港龍にちなんだ皇龍を考えた後で語呂が良い「龍皇」にし、下の名は昇龍のようにと「昇」と名付けた。